# Asanada akashii
Asanada akashii är en mångfotingart som beskrevs av Masatoshi Takakuwa 1938. Asanada akashii ingår i släktet Asanada och familjen Scolopendridae.
Artens utbredningsområde är Filippinerna. Inga underarter finns listade i Catalogue of Life.